# Angiopteris cartilagidens
Angiopteris cartilagidens là một loài dương xỉ trong họ Marattiaceae. Loài này được Christ mô tả khoa học đầu tiên năm 1898.